# Myoxocephalus yesoensis
Myoxocephalus yesoensis — вид скорпеноподібних риб родини Бабцеві (Cottidae).

## Поширення
Морський, демерсальний вид, що поширений на північному заході Тихого океану біля берегів  Японії.